# تاشانتا (جمهوری آلتای)
تاشانتا (به لاتین: Tashanta) یک منطقهٔ مسکونی در روسیه است که در جمهوری آلتای واقع شده‌است.